# Szalós Artúr
Dr. Szalós Artúr (Temesvár, 1884. – 1956 után) magyar törvényszéki jegyző, majd 1921-től metodista lelkész.

## Egyházi szolgálatai
A svájci Remismühle-ben egy keresztény üdülőtelepen tért meg. Megtérését követően 1920 januárjában nagy odaszánással csatlakozott a Metodista Egyház angyalföldi missziójához. 1921. április 24-én Szalós Artúrt John Louis Nuelsen metodista püspök diakónussá, 1923. január 21-én vénné szentelte. (1921-től teológiai tanulmányokat folytatott a frankfurti metodista Lelkészképző Szemináriumban.) Diakónussá szentelése történelmi dátum: Szalós az első magyar munkatárs, akit a püspök felszentelt. Szolgálati helye Angyalföld, illetve 1921-től a fővárosi (felsőerdősori) magyar gyülekezet, majd 1922-től ezek mellett Kispest is.
1929-ben kapott megbízatást az egyház Kaposvári Körzetének vezetésére. Kaposvári szolgálatához kötődik 1932-ben az imaterem megnagyobbítása (ünnepélyes avatás: 1932. november 6.). 1936-ban egy fővárosi református öregotthon vezetését vállalta el, de 1938 májusában visszatért az egyházba.

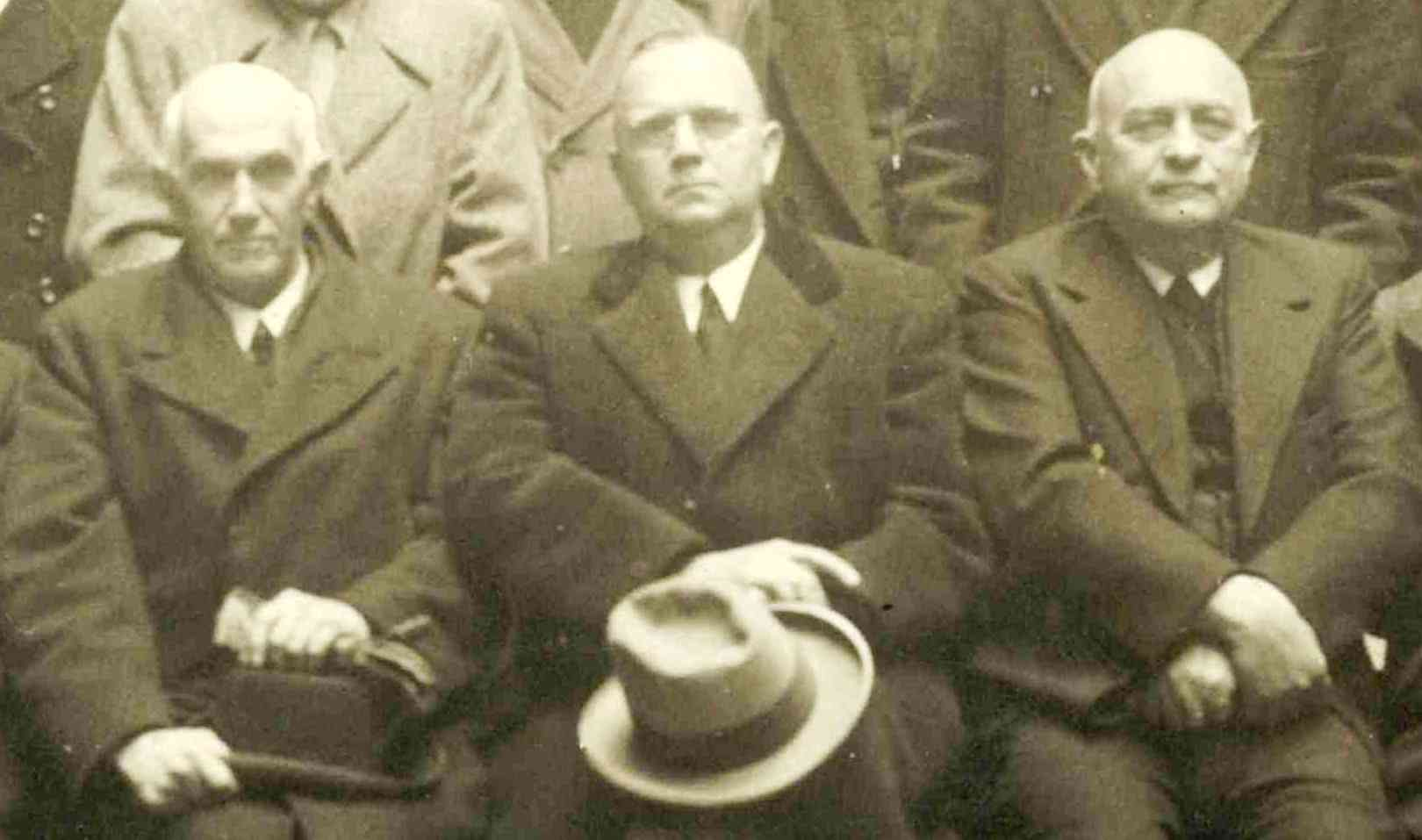
Tessényi János szuperintendens (balra), Paul Neff Garber püspök, Szalós Artúr lelkész 1947 novemberében Budapesten az Évi Konferencián.

1938-ban a Pécs-Borjádi Körzet irányítására kapott megbízatást, ahol fontos előrelépést hozott, hogy a körzeti lelkész ugyanebben az évben beköltözött Borjádról Pécsre. (A pécsi istentiszteletek helye: Újvilág u. 12., majd 1940 közepétől: Katalin u. 2.) A visszatérésekor próbára vették fel, majd 1940-től került ismét a felszentelt vének közé. 1944 márciusától a budakeszi Tábor szanatórium és gyermekotthon igazgatója.
A háború után az Angyalföldi Gyülekezet lelkésze volt. Tessényi János szuperintendens 1948-as külföldre távozása után Szécsey János mellett szuperintendens helyettes. Ekkor már idős, ritkán vállalt vidéki szolgálatokat, bár többször hívták. 1956-ban feleségével együtt elhagyta az országot. Svájci születésű felesége a két világháború között aktívan részt vett a Metodista Egyház női munkájának szervezésében.

## Irodalmi tevékenysége
- 1931–1935 között a Békeharang folyóirat főszerkesztője.
- 1936-ban lefordította a francia misztikus Jeanne-Marie Guyon A lélek bensőséges imája című írását.